# Премія «Золота дзиґа» найкращому художнику-постановнику
Премія «Золота дзиґа» найкращому художникові-постановнику — одна з кінематографічних нагород, яку надає Українська кіноакадемія в рамках Національної кінопремії «Золота дзиґа». Її присуджують найкращому художникові-постановнику фільму українського виробництва, починаючи з церемонії Першої національної кінопремії 2017 року.
Першим переможцем у цій номінації стали художники Олександр Батенєв та Сергій Бржестовський за оформлення фільму «Моя бабуся Фані Каплан» (реж. Олена Дем'яненко). Премію на церемонії Першої національної кінопремії, що відбулася 20 квітня 2017 року вручили переможцю члени Української кіноакадемії, режисер, сценарист і продюсер Вікторія Трофіменко та актор, режисер і сценарист Ахтем Сеїтаблаєв.

## Переможці та номінанти
Нижче наведено список лауреатів, які отримали цю премію, а також номінанти. ★ Імена переможців виділені окремим кольором

## 2010-ті
| Церемонії   | Художник(и)         | Художник(и)                               | Фільм                    | Режисер(и)                  |
| ----------- | ------------------- | ----------------------------------------- | ------------------------ | --------------------------- |
| 1-ша (2017) |                     | ★ Олександр Батенєв, Сергій Бржестовський | «Моя бабуся Фані Каплан» | Олена Дем'яненко            |
| 1-ша (2017) | • Ігор Філіппов     | «Гніздо горлиці»                          | Тарас Ткаченко           |                             |
| 1-ша (2017) | • Марія Шуб         | «Тепер я буду любити тебе»                | Роман Ширман             |                             |
| 2-га (2018) |                     | ★ Шевкет Сейдаметов                       | «Кіборги»                | Ахтем Сеітаблаєв            |
| 2-га (2018) | • Євгенія Лисецька  | «Припутні»                                | Аркадій Непиталюк        |                             |
| 2-га (2018) | • Владлен Одуденко  | «Рівень чорного»                          | Валентин Васянович       |                             |
| 3-тя (2019) |                     | ★ Владлен Одуденко                        | «Дике поле»              | Володимир Яценко            |
| 3-тя (2019) | • Влад Дудко        | «Коли падають дерева»                     | Марися Нікітюк           |                             |
| 3-тя (2019) | • Володимир Романов | «Шляхетні волоцюги»                       | Олександр Березень       |                             |
| 4-та (2020) |                     | ★ Владлен Одуденко                        | «Захар Беркут»           | Джон Вінн, Ахтем Сеїтаблаєв |
| 4-та (2020) | • Владлен Одуденко  | «Додому»                                  | Наріман Алієв            |                             |
| 4-та (2020) | • Маргарита Кулік   | «Мої думки тихі»                          | Антоніо Лукіч            |                             |

## 2020-ті
| Церемонії    | Художник(и)                                            | Художник(и)                          | Фільм                 | Режисер(и)               |
| ------------ | ------------------------------------------------------ | ------------------------------------ | --------------------- | ------------------------ |
| 5-та (2021)  |                                                        | ★ Владлен Одуденко                   | «Атлантида»           | Валентин Васянович       |
| 5-та (2021)  | • Роман Адамович, Микола Кіщук                         | «Толока»                             | Михайло Іллєнко       |                          |
| 5-та (2021)  | • Марина Пшеничникова                                  | «Погані дороги»                      | Наталія Ворожбит      |                          |
| 5-та (2021)  | • Діана Тодоратьєва                                    | «Безславні кріпаки»                  | Роман Перфільєв       |                          |
| 2022         | не проводилась                                         | не проводилась                       | не проводилась        | не проводилась           |
| 6-та (2022)* |                                                        | ★Максим Німенко                      | «Стоп-Земля»          | Катерина Горностай       |
| 6-та (2022)* | • Олексій Величко                                      | «Сторонній»                          | Дмитро Томашпольський |                          |
| 6-та (2022)* | • Владлен Одуденко                                     | «Ми є. Ми поруч»                     | Роман Балаян          |                          |
| 6-та (2022)* | • Марія Шуб                                            | «Із зав'язаними очима»               | Тарас Дронь           |                          |
| 7-ма (2023)  |                                                        | ★ Іван Михайлов                      | «Памфір»              | Дмитро Сухолиткий-Собчук |
| 7-ма (2023)  | • Марія Денисенко, Віталій Сударьков, Андрій Гречишкін | «Клондайк»                           | Марина Ер Горбач      |                          |
| 7-ма (2023)  | • Владлен Одуденко                                     | «Відблиск»                           | Валентин Васянович    |                          |
| 8-ма (2024)  |                                                        | ★ Юрій Григорович, Олександра Дробот | «Довбуш»              | Олесь Санін              |
| 8-ма (2024)  | • Маргарита Кулик                                      | «Ля Палісіада»                       | Філіп Сотниченко      |                          |
| 8-ма (2024)  | • Іван Левченко                                        | «Шттл»                               | Аді Волтер            |                          |